# إليزابيث تودور
إليزابيث تودور (بالأذرية: Elizabet Tudor)‏ هي كاتِبة أذربيجانية، ولدت في 26 يوليو 1978 في باكو في أذربيجان.

## وصلات خارجية
- الموقع الرسمي